# The Blow-Up
The Blow-Up es un álbum doble en vivo de la banda estadounidense de rock Television, el cual fue grabado en 1978 en un recital de la última gira de la banda (antes de su separación), y editado en 1982 en casete. El álbum fue bien recibido por la crítica, aunque algunos críticos sostienen que la calidad de sonido no es buena.
El álbum incluye tres covers: "Fire Engine" de los 13th Floor Elevators (que aparece con el nombre "The Blow-Up" y contiene letras diferentes escritas por Tom Verlaine), "Satisfaction" de los Rolling Stones (Jagger/Richards) y "Knockin' on Heaven's Door" de Bob Dylan.

## Lista de temas
1. "The Blow-Up" - 4:00
2. "See No Evil" - 3:22
3. "Prove It" - 5:00
4. "Elevation" - 4:50
5. "I Don't Care" - 3:04
6. "Venus de Milo" - 3:31
7. "Foxhole" - 5:04
8. "Ain't That Nothin'" - 6:14
9. "Knockin' on Heaven's Door" - 7:50
10. "Little Johnny Jewel" - 14:56
11. "Friction" - 5:01
12. "Marquee Moon" - 14:45
13. "(I Can't Get No) Satisfaction" - 7:18

## Personal
- Tom Verlaine - guitarra y voz
- Richard Lloyd - guitarra y voz
- Fred Smith - bajo y voz
- Billy Ficca - batería
- Robert Christgau - notas
- John Piccarella - notas